# China Railways SS7
Az China Railways SS7 sorozat egy kínai 25 kV 50 Hz váltakozó áramrendszerű, Bo'Bo'Bo' tengelyelrendezésű villamosmozdony-sorozat. A China Railways üzemelteti. Összesen 113 db készült belőle a Datong Electric Locomotive Works gyárában 1992 és 2007 között. A 4800 kW teljesítményű mozdonyok maximális sebessége 100 km/h.
Ezeket a mozdonyokat széles körben használják a villamosított vonalakon Kína délnyugati részén.
Az SS7 alváltozatai az SS7B, SS7C, SS7D és az SS7E.

## Képgaléria

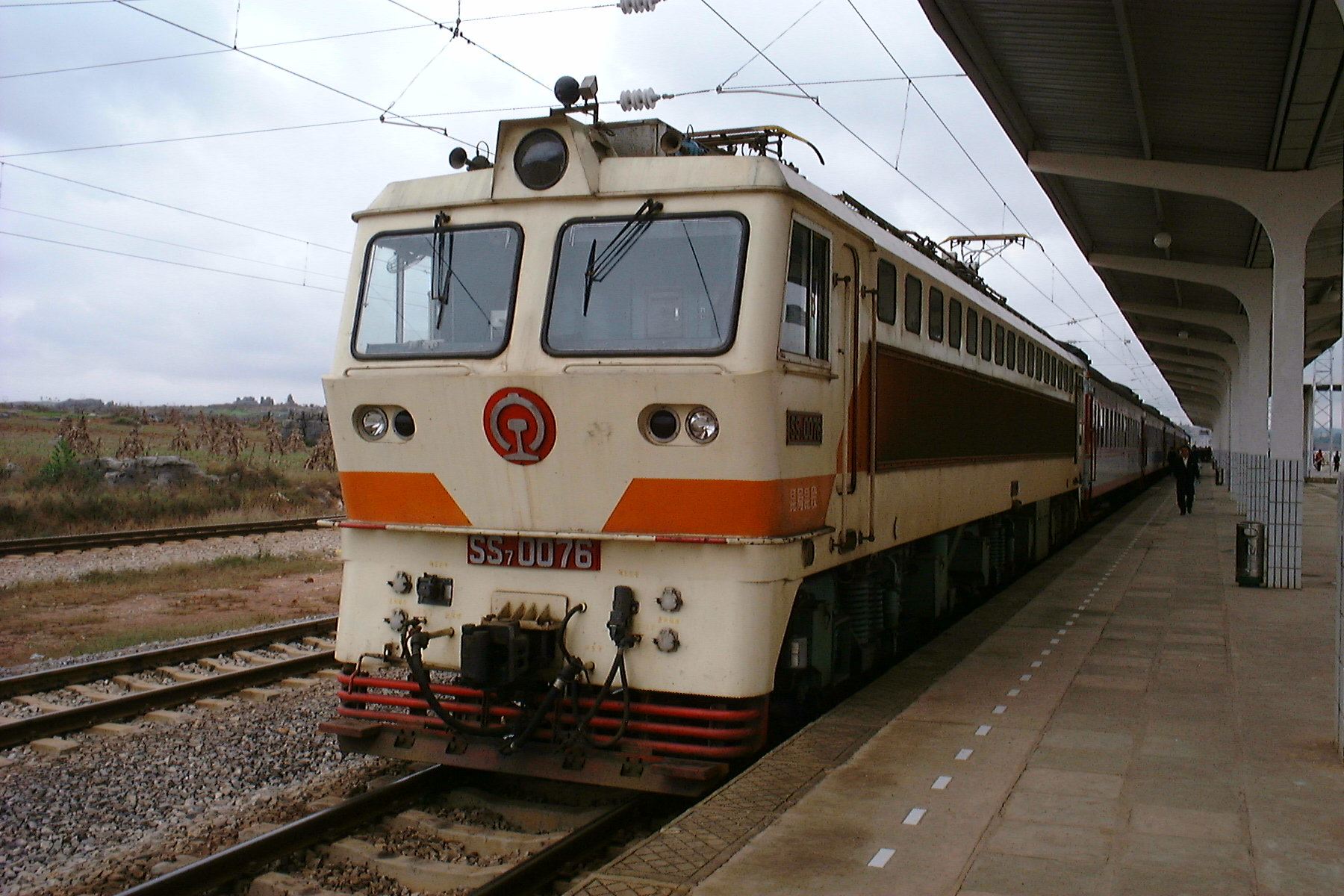
"4 May's Red Flag", Shilin, 1999
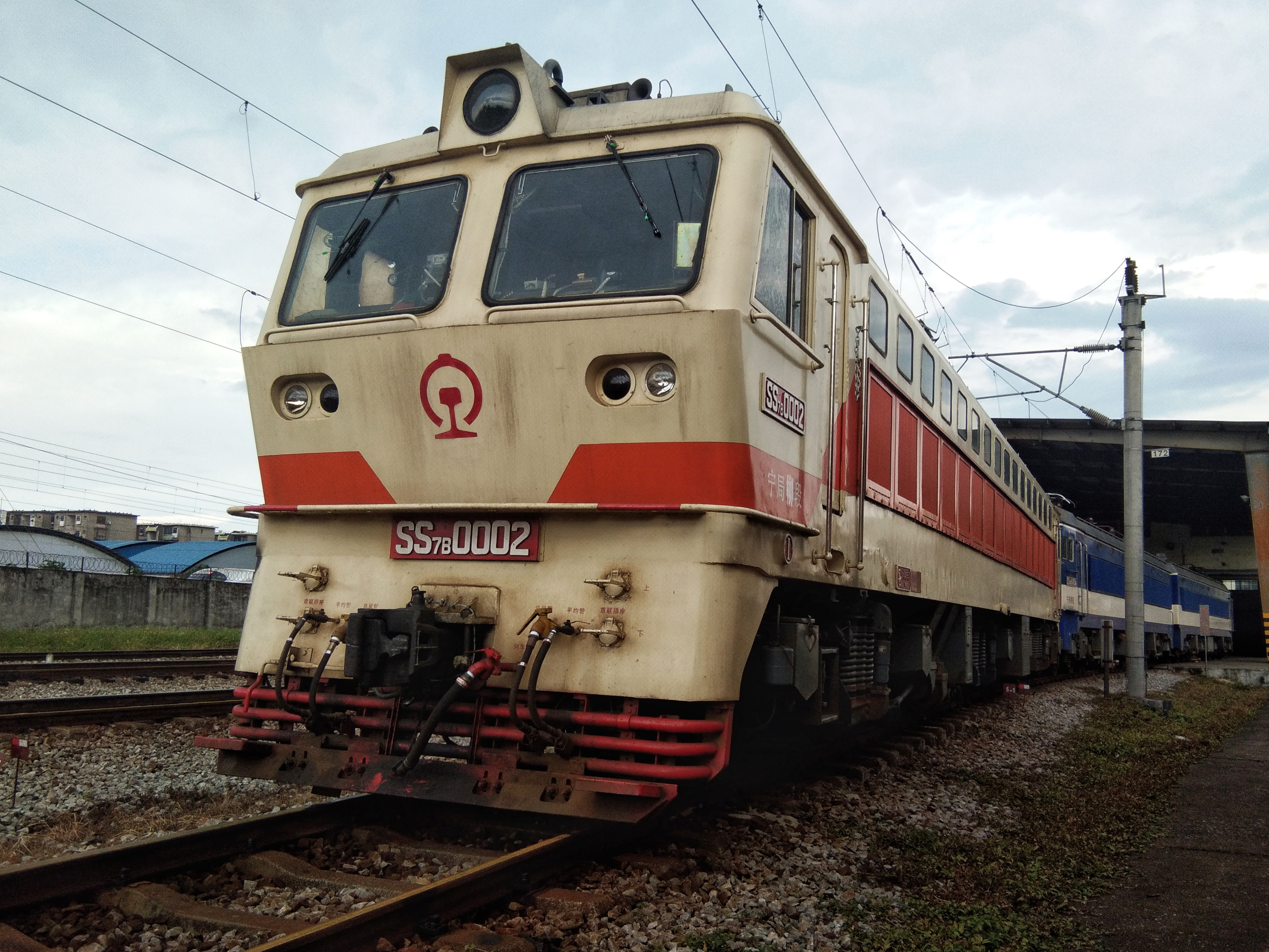
SS7B-0002, 2018 májusában
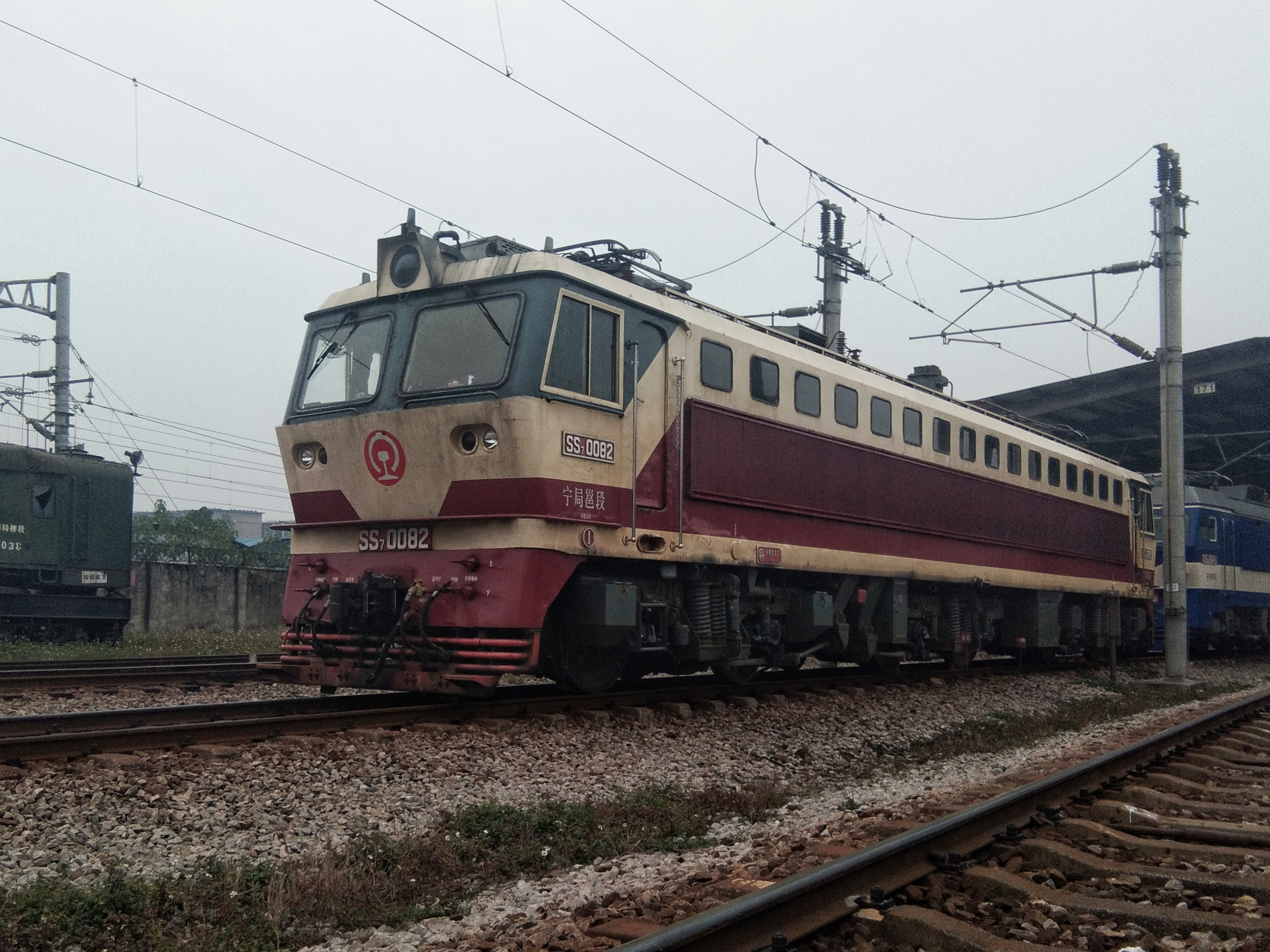
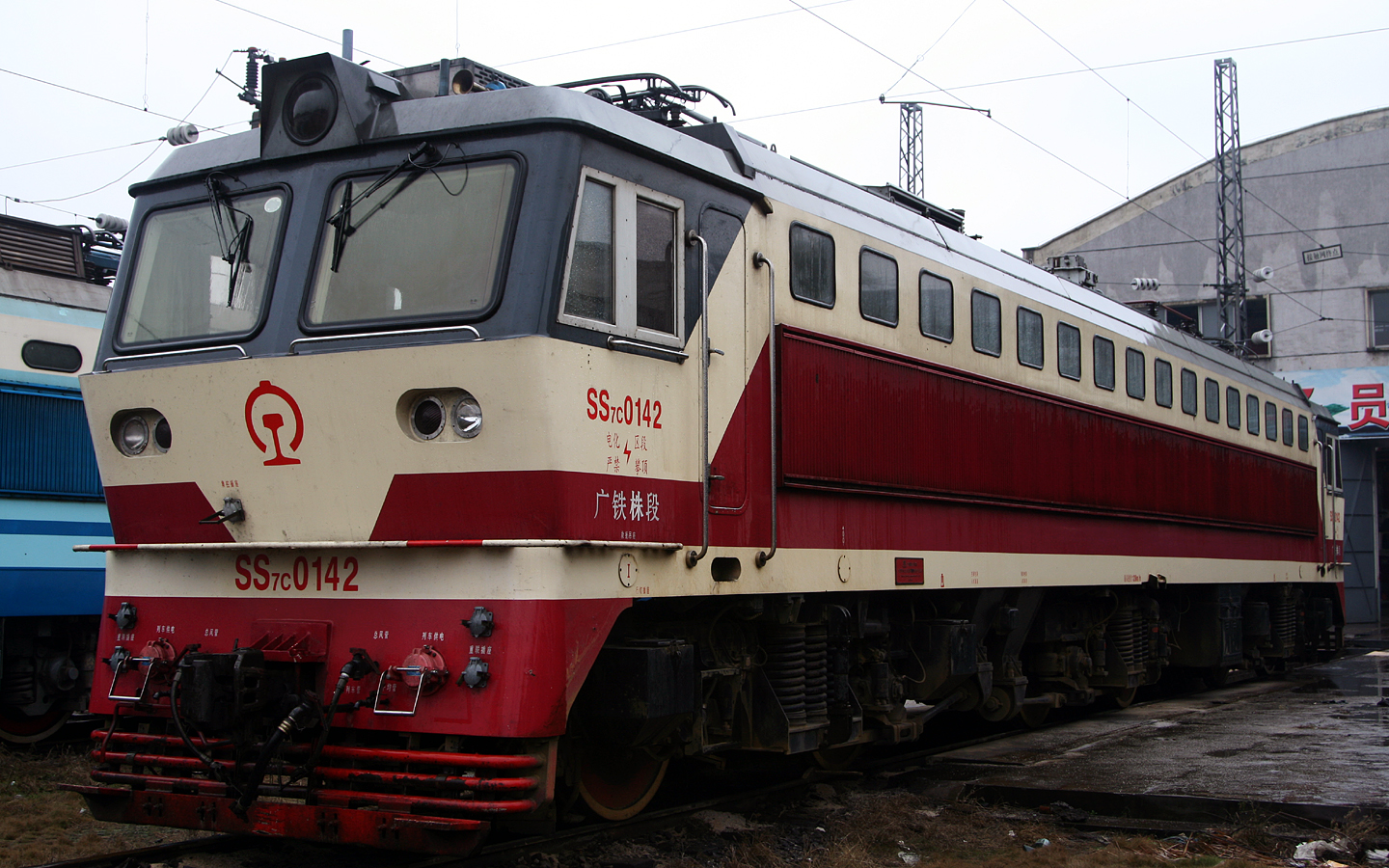
SS7C-0142 mozdony a Wuchangnan fűtőházban
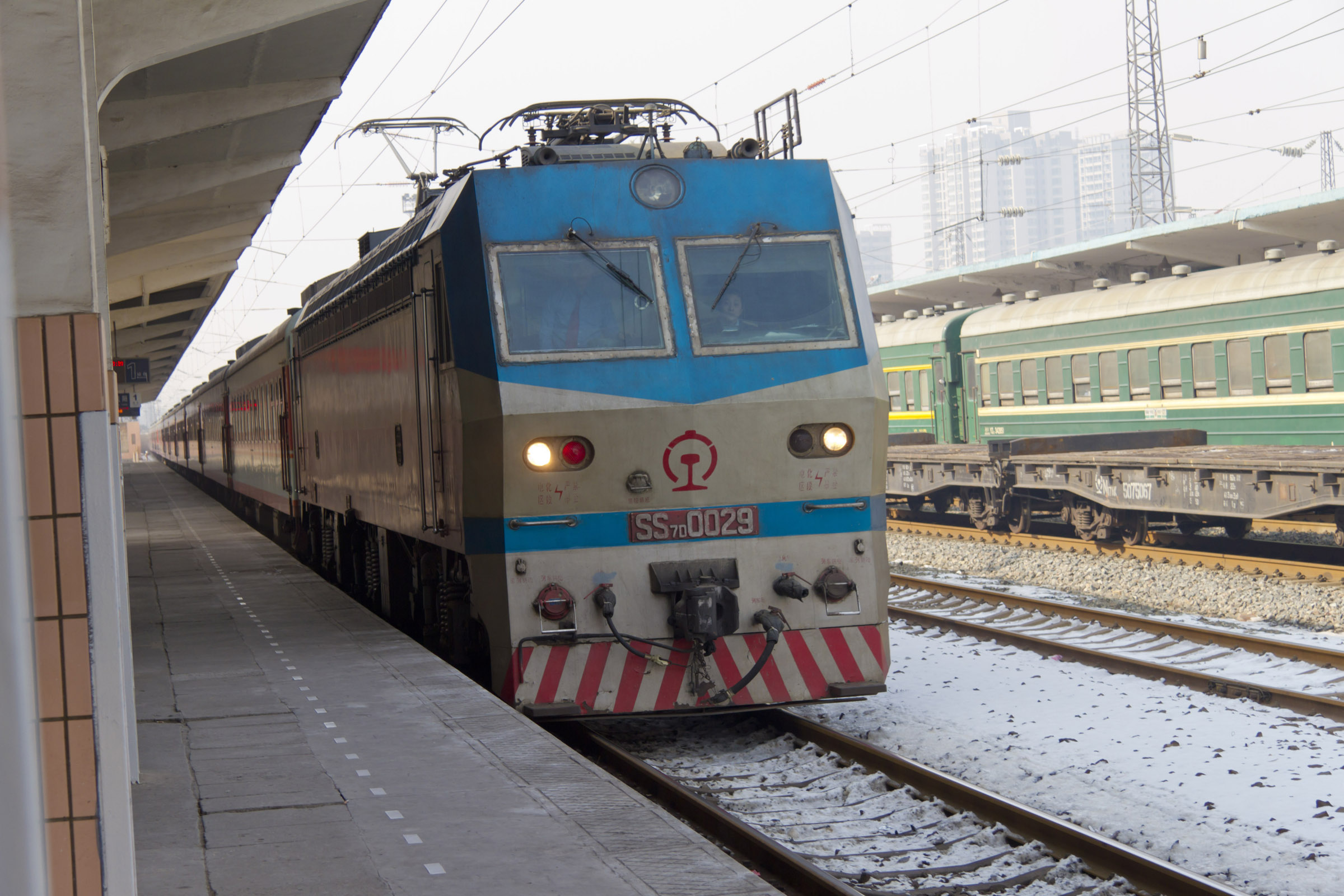
SS7D-0029 a Xianyang vasútállomáson.
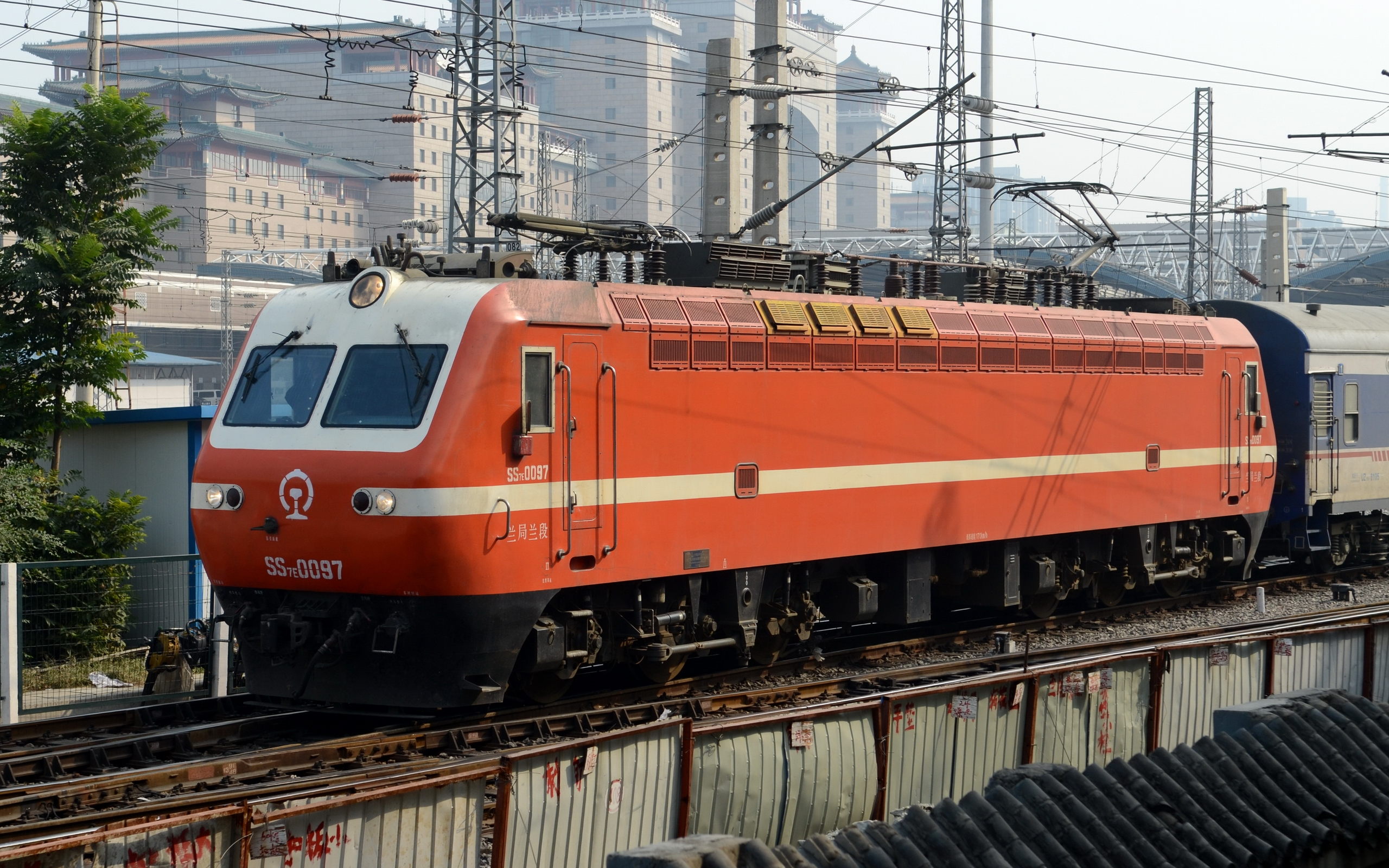
SS7E-0097 a Peking Nyugati pályaudvaron